# Radia Perlman
Radia Perlman (Portsmouth, 1951) è un'informatica statunitense.

## Biografia
Laureata in matematica, ha conseguito il Ph.D. in informatica presso il Massachusetts Institute of Technology. È considerata uno dei maggiori specialisti mondiali nell'ambito del software design e dell'ingegneria informatica delle reti.
Attualmente lavora presso la Intel Corporation e detiene numerosi brevetti.
In considerazione dell'importanza che i suoi contributi hanno svolto in tali ambiti, sovente è chiamata amichevolmente la madre degli switch.
Oltre che per i suoi fondamentali studi nell'ambito della standardizzazione dei protocolli di tipo link state (ad esempio l'IS-IS), Radia Perlman è conosciuta nella comunità internazionale soprattutto per aver concepito, durante la sua permanenza alla Digital Equipment Corporation, l'algoritmo matematico che sta alla base del protocollo denominato spanning tree (successivamente standardizzato in IEEE 802.1D).
Perlman è inoltre autrice di Interconnections: Bridges and Routers e coautrice (assieme a Charlie Kaufman) di Network Security: Private Communication in a Public World, due fra i dieci più importanti testi in materia di networking, secondo quanto affermato da Network Magazine.